# Slow Food
Slow Food (в превод от английски на български: бавна храна, произнася се „слоу фуд“) е международно движение, основано в град Бра, Италия, от Карло Петрини през 1986 година с цел да запази местните гастрономически традиции, да насърчи отглеждането на местни сортове семена, земеделски култури и породи домашни животни, много от които се съхраняват в президиуми – проекти на Slow Food в подкрепа на местните общности. Движението е организирано в местни общности, наречени конвивиуми, и наброява над 100 000 члена в над 130 държави по света.
Движението стартира в Бра под името Arcigola, с 62 члена и съоснователя от общините Сералунга д'Алба и Бароло. Конкретният повод за началото на инициативата е протест срещу откриването на ресторант за бързо хранене от веригата McDonald's близо до Испанските стъпала в Рим. Офиси са разкрити в Швейцария (1995), Германия (1998), САЩ (Ню Йорк, 2000), Франция (2003), Япония (2005), Великобритания и Чили. Представителствата участват в различни кулинарни и винарски изложения и панаири, а през 2004 година организацията открива Университет по гастрономически науки в Поленцо, Пиемонт, и Колорно, в Емилия-Романя.

## Slow Food в България
Към септември 2010 година в България съществуват 8 конвивиума на организацията, които се намират в родопските села Смилян и Момчиловци, в района на Западния Балкан, в старопланинското село Черни Вит, в плевенското село Ракита, в пиринското село Влахи, в град Троян и в София.
Установени са четири характерни за България конвивиума:
- зеленото сирене от района на с. Черни Вит, община Тетевен;
- породата каракачанска овца и производните ѝ млечни продукти от района на с. Влахи, община Кресна;
- нафпавок – кълцано свинско месо, натъпкано в стомаха на прасето, което съхне бавно, заровено в пепел – с. Горно Драглище, Разложко
- смилянският фасул от района на с. Смилян, община Смолян.